# VFX-JAPAN
VFX-JAPAN（VFXジャパン）は日本のVFX業界団体。日本のCG・VFX業界を発展させることを目的として2011年に設立された。一般社団法人。
2013年より、CG・VFX映像制作に関わる人々の功績を称えるVFX-JAPANアワードを主催している。

## 沿革
2011年10月27日、「VFX-JAPANキックオフミーティング」開催。樋口真嗣、荒牧伸志、マイケル・アリアス、尾上克郎（特撮研究所）、佐藤敦紀（モーターライズ）、大屋哲男（ピクチャーエレメント）らがパネルディスカッションを行った。

## 役員

### 理事・監事
- 結城徹 代表理事/事務局長兼務
- 安生健一 (オー・エル・エム・デジタル 取締役) 理事
- 石井教雄 (オムニバス・ジャパン 執行役員) 理事
- 石橋俊雄 (ボーンデジタル 取締役) 理事
- 大屋哲男 (ピクチャーエレメント 代表取締役) 理事
- 小川博史 (京楽ピクチャーズ. 代表取締役社長) 理事
- 野崎宏二 (エヌ・デザイン 代表取締役) 理事
- 増尾隆幸 (ルーデンス 代表取締役) 理事
- 塩田周三 (ポリゴン・ピクチュアズ 代表取締役社長)監事